# フラーゴラッド鹿児島
フラーゴラッド鹿児島（ふらーごらっどかごしま）は、鹿児島県日置市を本拠地とする、男子バレーボールのクラブチームである。2025-26シーズンはV.LEAGUE MEN 西地区に所属。

## 概要
運営母体は、株式会社フィールドエックス。2023-24シーズン、V.LEAGUE DIVISION3 MENに参入。
ホームタウンは本拠地でもある鹿児島県日置市。また、同県内の伊佐市、南九州市、出水市、南さつま市、いちき串木野市ともサブタウン協定を締結している。
鹿児島商業高等学校OBが中心となり2012年に設立した「Kagoshima Cherry Blossoms」を前身として2021年4月に発足。「フラーゴラッド」とは、イタリア語で「イチゴ」を意味する「フラーゴラ」(fragola)に、鹿児島弁の「きばっど」「やっど」など前向きな気持ちを表す語尾の語である「っど」をつけた造語である。
チームエンブレムは、チーム名の頭文字である「F」を風に吹かれている旗に見立て、3色のチームカラー（空・大地・海）で表現されている。チームマスコットはピューマの「ゴラッドン」である。
チームマスコットは、株式会社ユピテルのオリジナルキャラクターである「霧島レイ」が務めている。

## 歴史
2012年、鹿児島商業高等学校のOBが中心となり、将来チームの前身となる「Kagoshima Cherry Blossoms」が設立された。2013年、第68回国民体育大会に鹿児島県成年男子として出場し5位に入賞。2014年、第69回国民体育大会で4位。2017年、第72回国民体育大会でも5位。2018年には全日本6人制バレーボールクラブカップで優勝を果たした。
そして、2021年4月、鹿児島県初となるV.LEAGUE入りを目指すため、一般社団法人「鹿児島スポーツプロモーション」を設立し、チーム名を「フラーゴラッド鹿児島」とした。鹿児島商業高校のOBである川畑俊輔が「（鹿児島県内の）子どもからお年寄りまでみんなが応援できるようなチームを目指して、地域活性化もしていきたい」という気持ちで発足の中心メンバーとなった（後にゼネラルマネージャーに就任）。
2022年3月、運営法人を株式会社に組織変更し、社名を「株式会社フィールドエックス」とした。また、同月末に日置市、伊佐市、出水市、南九州市の4市とホームタウン・サブタウンパートナー協定を締結した。同年4月、鹿児島商業高校OBで、V2男子の大同特殊鋼レッドスターで3シーズンプレーした津田大地が入団。津田は営業活動やプレーイングマネージャーも務める。
2022年10月12日、V.LEAGUEのS3ライセンス取得が決定したと発表された。それにより、2023-24シーズンのV.LEAGUE DIVISION3参入が内定した。
2023年4月1日、前女子日本代表監督の中田久美がエグゼクティブディレクターに就任した。
また、同月、南さつま市、いちき串木野市とサブタウン協定を締結した。
2023年6月26日、新監督に島田桃大が就任したと発表した。
2023年7月19日、株式会社ユピテルとユニフォームスポンサー契約を締結したと発表した。ユピテルのオリジナルキャラクターである「霧島レイ」がマスコットキャラクターに就任し、同シーズンのユニフォームにもデザインされた。
2024年2月29日、「監督と選手の間に考え方の違いがあった」として島田桃大が監督を退任。代表の小園康夫が監督を兼任することとなった。また、3月1日付けでエグゼクティブディレクターの中田久美も登録を抹消されている。
2024年6月26日、前大分三好ヴァイセアドラーチームディレクターの小川貴史が監督に就任した。
2024年、運営会社である株式会社フィールドエックスによるネーミングライツパートナー契約によりいちき串木野市総合体育館が「Fアリーナいちき串木野」、日置市伊集院総合体育館が「フラゴラアリーナ日置」の愛称が10月1日から用いられる。
新Vリーグとなった2024-25シーズンは西地区2位でプレーオフに進出。決勝戦でヴィアティン三重を下し初代王者となった。
2025年8月、SV準加盟クラブに認定。

## 成績

### 主な成績
V.LEAGUE DIVISION3 MEN
- 優勝 1回（2023-24）
- 準優勝 なし

### 年度別成績

#### V.LEAGUE (2018-2024)
| 所属      | 年度    | 最終 順位 | 参加 チーム数 | レギュラーラウンド | レギュラーラウンド | レギュラーラウンド | レギュラーラウンド | ポストシーズン | ポストシーズン | ポストシーズン |
| 所属      | 年度    | 最終 順位 | 参加 チーム数 | 順位               | 試合               | 勝                 | 敗                 | 試合           | 勝             | 敗             |
| --------- | ------- | --------- | ------------- | ------------------ | ------------------ | ------------------ | ------------------ | -------------- | -------------- | -------------- |
| DIVISION3 | 2023-24 | 1位       | 10チーム      | 1位                | 20                 | 18                 | 2                  | 1              | 1              |                |

#### SV.LEAGUE / V.LEAGUE
| 所属     | 年度    | 最終 順位 | 参加 チーム数       | レギュラーラウンド | レギュラーラウンド | レギュラーラウンド | レギュラーラウンド | ポストシーズン | ポストシーズン | ポストシーズン | 備考 |
| 所属     | 年度    | 最終 順位 | 参加 チーム数       | 順位               | 試合               | 勝                 | 敗                 | 試合           | 勝             | 敗             | 備考 |
| -------- | ------- | --------- | ------------------- | ------------------ | ------------------ | ------------------ | ------------------ | -------------- | -------------- | -------------- | ---- |
| V.LEAGUE | 2024-25 | 優勝      | 10チーム （西地区） | 2位                | 28                 | 24                 | 4                  | 2              | 2              |                |      |

## 選手・スタッフ(2025-26)

### 選手
| 背番号                                                      | 名前       | シャツネーム | 生年月日（年齢）       | 身長 | 国籍 | Pos | 在籍年  | 前所属       | 備考       |
| ----------------------------------------------------------- | ---------- | ------------ | ---------------------- | ---- | ---- | --- | ------- | ------------ | ---------- |
| 1                                                           | 石井歩人   | ISHII        | 2003年12月22日（21歳） | 183  | 日本 | OP  | 2022年- | 佐賀学園高校 |            |
| 2                                                           | 久保田雅人 | KUBOTA       | 1992年8月7日（32歳）   | 177  | 日本 | L   | 2024年- | 大分三好     |            |
| 4                                                           | 長友優磨   | NAGATOMO     | 1991年12月22日（33歳） | 180  | 日本 | OP  | 2023年- | 東京GB       | キャプテン |
| 5                                                           | 古井俊範   | FURUI        | 2001年10月2日（23歳）  | 195  | 日本 | MB  | 2023年- | 関西福祉大学 |            |
| 7                                                           | 津田大地   | TSUDA        | 1996年4月21日（29歳）  | 178  | 日本 | OH  | 2022年- | 大同特殊鋼   |            |
| 9                                                           | 小森郁己   | KOMORI       | 1995年10月13日（29歳） | 186  | 日本 | OH  | 2024年- | 北海道YS     |            |
| 10                                                          | 藤原幸一郎 | FUJIHARA     | 2000年12月21日（24歳） | 188  | 日本 | MB  | 2023年- | 福山平成大学 |            |
| 13                                                          | 坂元健人   | SAKAMOTO     | 1999年6月13日（26歳）  | 180  | 日本 | OH  | 2022年- | 福山平成大学 |            |
| 14                                                          | 森井泉峻介 | MORIIZUMI    | 2001年12月27日（23歳） | 178  | 日本 | S   | 2023年- | 志學館大学   |            |
| 16                                                          | 森北斗     | MORI         | 2000年12月4日（24歳）  | 190  | 日本 | MB  | 2023年- | 愛知学院大学 |            |
| 17                                                          | 前田涼佑   | MAEDA        | 2000年2月29日（25歳）  | 172  | 日本 | L   | 2022年- | 長崎国際大学 |            |
| 25                                                          | 水野徳力   | MIZUNO       | 2001年8月29日（23歳）  | 190  | 日本 | MB  | 2024年- | 名城大学     |            |
|                                                             | 迫田郭志   | SAKODA       | 1996年5月1日（29歳）   | 183  | 日本 | OH  | 2025年- | VC長野       | 移籍加入   |
|                                                             | 原亜久里   | HARA         | 2006年3月14日（19歳）  | 177  | 日本 | S   | 2025年- | 星城高校     | 新人       |
|                                                             | 小野宙     | ONO          | 1999年1月22日（26歳）  | 178  | 日本 | S   | 2025年- | 富士通       | 移籍加入   |
| 出典：チーム公式サイト Vリーグ公式サイト 更新：2025年8月4日 |            |              |                        |      |      |     |         |              |            |

### スタッフ
| 役職                                                         | 名前     | 備考 |
| ------------------------------------------------------------ | -------- | ---- |
| 代表                                                         | 小園康夫 |      |
| GM                                                           | 川畑俊輔 |      |
| アナリスト兼コーチ                                           | 鈴木聖也 | 新任 |
| マネージャー                                                 | 平谷梢   |      |
| 外渉                                                         | 榎園大地 |      |
| 出典：チーム公式サイト Vリーグ公式サイト 更新：2025年7月11日 |          |      |